# Bisdom Machala
Het bisdom Machala (Latijn: Dioecesis Machalensis) is een rooms-katholiek bisdom met als zetel Machala, in Ecuador. Het bisdom is suffragaan aan het aartsbisdom Cuenca. 

## Geschiedenis
Het bisdom werd opgericht op 26 juli 1954, als de territoriale prelatuur El Oro, uit delen van de bisdommen Guayaquil en Loja, en was suffragaan aan het aartsbisdom Quito. Op 11 september 1961 veranderde het van kerkprovincie en werd suffragaan aan het aartsbisdom Cuenca. Op 31 januari 1969 werd het verheven tot bisdom, en kreeg de naam bisdom Machala.

## Parochies
Het bisdom had in 2021 een oppervlakte van 6.188 km2 en telde 674.825 inwoners waarvan 87,0% rooms-katholiek was.

## Bisschoppen
- Vicente Felicísimo Maya Guzmán (29 november 1963 - 30 januari 1978; apostolisch administrator sinds 2 mei 1955)
- Antonio José González Zumárraga (30 januari 1978 - 28 juni 1980)
- Néstor Rafael Herrera Heredia (14 januari 1982 - 22 februari 2010)
  - Hermenegildo José Torres Asanza (hulpbisschop: 30 oktober 2007 - 4 oktober 2018; apostolisch administrator: 22 oktober 2012 - 14 september 2013)
- Luis Antonio Sánchez Armijos (22 februari 2010 - 22 oktober 2012)
- Ángel Polivio Sánchez Loaiza (20 juli 2013 - 27 september 2022)
- Vicente Horacio Saeteros Sierra (27 september 2022 - heden)

## Galerij van afbeeldingen

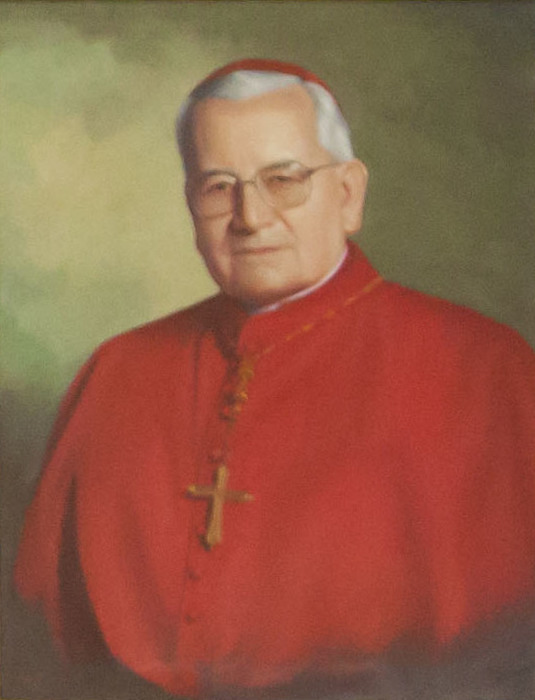
Bisschop Antonio José González Zumárraga (1978-1980)

Cuenca (aartsbisdom) · Azogues · Loja · Machala